# (18F)-fludeoxyglukóza
(18F)-Fludeoxyglukóza (systematický název 2-deoxy-2-[18F]fluorglukosa) je radiofarmakum používané v pozitronové emisní tomografii (PET). Je to látka podobná D-glukóze, která má na druhém uhlíku hydroxyl nahrazený atomem vodíku a původní vodík atomem fluoru-18.
Příjem 18F-FDG tkáněmi je indikátorem tkáňového příjmu glukózy, což souvisí s některými typy tkáňového metabolismu. Poté, co je 18F-FDG vpravena do pacientova těla, lze PET scannerem vytvořit dvoj- nebo trojrozměrný obraz distribuce 18F-FDG uvnitř těla.
Od objevu v roce 1976 má 18F-FDG velký vliv na výzkum v neurovědě. 18F-FDG je nyní nejběžněji používaná látka v PET.
Získaný obraz může být zkoumán lékařem nukleární medicíny nebo radiologem za účelem diagnózy různých zdravotních stavů.

## Historie
Roku 1968 byla na Ústavu organické chemie Univerzity Karlovy poprvé popsána syntéza FDG (Josef Pacák a kol.). V 70. letech Tatsuo Ido a Al Wolf poprvé popsali syntézu FDG značkované fluorem-18. Látku poprvé podal pacientům, dvěma dobrovolníkům, Abass Alavi z Pensylvánské univerzity. Obrazy mozku získané pomocí jiných metod než PET zobrazovaly pouze koncentraci 18F-FDG v tomto orgánu.
Během let 1990 a 1991 nedostatek 18O, původního značkovače pro FDG vyvolal nutnost hledat jiný. Dodávka 18O z Izraele skončila kvůli válce v Perském zálivu a vláda USA ukončila výrobu izotopů uhlíku, dusíku a kyslíku v Národní laboratoři Los Alamos, čímž se Isotec stal hlavním dodavatelem.

## Výroba
18F-FDG byla poprvé vyrobena elektrofilní fluorací glukózy pomocí 18F2. Následně byla popsána „nukleofilní syntéza“ se stejným radionuklidem.
18F musí být nejprve vyroben v cyklotronu jako fluoridový aniont. Vlastní syntéza 2-deoxy-2-[18F]fluoroglukózy začíná syntézou neznačkované 2-deoxyglukózy, jelikož cyklotronové bombardování ničí organické molekuly používané jako ligandy a tedy i glukózu.
Cyklotronová výroba 18F může být provedena bombardováním 20Ne deuterony, ovšem obvykle se používá protonové bombardování vody obohacené o 18O, přičemž dojde k (n-p) reakci atomu 18O a vznikají ionty 18F−. Jelikož je poločas přeměny fluoru-18 krátký (asi 110 minut), je poté potřeba postupovat rychle.
Bezvodé fluoridy, se kterými se manipuluje snáze než s plynným fluorem, je možné vyrobit v cyklotronu. 18F− je z vody odstraněn pomocí iontové výměny, roztoku (2.2.2)-kryptandu v acetonitrilu a uhličitanu draselného.
Fluoridový aniont je nukleofilní, ovšem v bezvodém stavu vyžaduje zabránění „soutěžících“ reakcí vyvolaných hydroxidem, což je také dobrý nukleofil. Použití kryptandu k sekvestraci draselných kationtů zabraňuje reakcím mezi volným draslíkem a fluoridovými ionty, což způsobuje, že je fluoridový aniont reaktivnější.
Takto získaný produkt reaguje s triflátem manózy (1); fluoridový aniont vytlačí triflátovou skupinu v SN2 reakci za vzniku chráněné fluorované deoxyglukózy (3). Acetylové chránicí skupiny se odstraní zásaditou hydrolýzou a následně po odstranění kryptandu iontovou výměnou vznikne výsledný produkt(4)

## Mechanismus účinku a metabolismus
18F-FDG, jako analog glukózy, přechází do buněk s vysokou spotřebou glukózy, jako jsou například buňky v mozku, hnědém tuku a ledvinách, kde fosforylace zabraňuje, aby byla glukóza uvolněna zpět mimo buňku, když už byla absorbována. 2-hydroxyskupina (-OH na druhém uhlíku) je potřebná ke glykolýze, ovšem 18F-FDG tento hydroxyl nemá, takže podobně jako „příbuzná“ molekula 2-deoxy-D-glukóza nemůže být dále metabolizována. 18F-FDG-6-fosfát, který se utvoří, když se 18F-FDG dostane do buňky, ji nemůže opustit, dokud nedojde k radioaktivní přeměně. Díky tomu je distribuce 18F-FDG dobrým obrazem vstřebávání glukózy a fosforylace v buňkách.
Poté, co dojde k radioaktivní přeměně 18F-FDG, se fluor na druhém uhlíku přemění na 18O−, který přijme proton z oxoniového kationtu a vznikne hydroxylová skupina, molekula se tak změní na glukóza-6-fosfát označkovaný neškodným, neradioaktivním „těžkým kyslíkem“ na druhém uhlíku. Přítomnost 2-hydroxylu tak umožní tuto molekulu metabolizovat jako obyčejnou glukózu za vzniku neradioaktivních konečných produktů.
Přestože by teoreticky měla být 18F-FDG metabolizována v souladu s poločasem přeměny fluoru-18 (110 minut), klinické studie ukázaly, že kolem 75 % aktivity fluoru-18 zůstane ve tkáních a přeměňuje se s poločasem 110 minut, ovšem zbylých asi 20 % se odbourává v ledvinách, asi dvě hodiny po podání dávky 18F-FDG, s poločasem kolem 16 minut. Takto krátký biologický poločas ukazuje, že těchto 20 % aktivity 18F je odbouráváno farmakokineticky mnohem rychleji, než se radioizotop může přeměňovat, což také znamená, že část tohoto 18F již není připojena na glukózu, jelikož při nízké koncentraci v krvi zůstává glukóza v ledvinách a nepřechází do moči. Díky vylučování 18F se tak moč pacientů vyšetřovaných PET stává na několik hodin po příjmu izotopu radioaktivní.
Veškerá radioaktivita 18F-FDG, z čehož je 20 % vyloučeno močí a 80 % zůstává v těle pacienta, mizí s poločasem 110 minut (tedy méně než 2 hodiny), takže po 24 hodinách (13 poločasů přeměny) bude mít 2−13 = 1/8192 původní hodnoty. V praxi se pacientům, kterým byla podána 18F-FDG, nedoporučuje se po nejméně 12 hodin (6,5 poločasů přeměny, tomu odpovídá 90násobný pokles radioaktivity) pohybovat v blízkosti osob se zvýšenou citlivostí na radioaktivitu, jako jsou děti a těhotné ženy.